# Alexandra Barré
Pour les articles homonymes, voir Barré.
Alexandra Barré, née le 29 janvier 1958 à Budapest en Hongrie, est une kayakiste canadienne. Elle réside à Sainte-Foy, au Québec .

## Carrière
Alexandra Barré participe aux Jeux olympiques de 1984 à Los Angeles et remporte la médaille d'argent en K-2 500m et la médaille de bronze en K-4 500 M.